# Aujeurres
Aujeurres település Franciaországban, Haute-Marne megyében. Lakosainak száma 67 fő (2022. január 1.). Aujeurres Le Val-d’Esnoms, Leuchey, Vaillant, Villiers-lès-Aprey, Aprey és Auberive községekkel határos.

## Népesség
A település népességének változása:
| Lakosok száma | 99   | 108  | 94   | 106  | 83   | 88   | 83   | 73   | 71   | 67   |
|               | 1968 | 1982 | 1990 | 2006 | 2013 | 2015 | 2017 | 2019 | 2020 | 2022 |